# Alan Mineiro
Pour les articles homonymes, voir Mineiro (homonymie).
Alan Mineiro est un footballeur brésilien né le 29 septembre 1987 à Três Corações. Il évolue au poste de milieu offensif.

## Biographie
Alan Mineiro joue au Paraguay, au Brésil et au Japon.
Il inscrit 12 buts en deuxième division brésilienne en 2015 avec le club de Bragantino.
Il joue trois matchs en Copa Libertadores avec l'équipe des Corinthians.